# Yoshiakioclytus taiwanus
Yoshiakioclytus taiwanus är en skalbaggsart som först beskrevs av Chang 1960.  Yoshiakioclytus taiwanus ingår i släktet Yoshiakioclytus och familjen långhorningar.
Artens utbredningsområde är Taiwan. Inga underarter finns listade i Catalogue of Life.